# Nintendo GameCube
A Nintendo GameCube (gyakran csak GameCube, rövidítve GCN Európában és Észak-Amerikában, NGC Japánban) a Nintendo hatodik generációs otthoni videójáték-konzolja. A konzol a Nintendo 64 utódjaként 2001. szeptember 14-én jelent meg Japánban, 2001. november 18-án Észak-Amerikában, 2002. május 3-án Európában, május 17-én Ausztráliában és ugyanazon év augusztus 23-án Brazíliában. A GameCube volt az első olyan Nintendo-konzol, ami optikai adattárolót használt ROM-kazetták helyett. A Sony PlayStation 2-jével és a Microsoft Xbox-szával versengett.
A konzolt Project Dolphin kódnéven kezdte el fejleszteni a Nintendo Integrated Research & Development. Az Xbox és a PlayStation 2 adattárolóival szemben a GameCube miniDVD alapú optikai lemezt használt, melyet a Panasonic fejlesztett és gyártott a Nintendo számára. Cserébe a Panasonic megkapta a jogot a Nintendótól, hogy „saját” konzolt készítsen, aminek végül Panasonic Q lett a neve. A csak Japánban megjelenő Panasonic Q tulajdonképpen egy DVD lejátszó és egy GameCube keveréke volt. Méretben nagyobb volt, mint a GameCube és króm festést kapott. A GameCube élettartama során egy nagyobb hardvermódosításon esett át, amely a 2004 május után gyártott gépeken figyelhető meg. Ilyen változás a komponens videókimenet vagy a második soros port elhagyása. A GameCube régiókódolt, így eltérő régiójú játékokat csak harmadik féltől származó szoftver segítségével lehet játszani.
Megjelenésekor pozitív fogadtatásban részesült, méltatták az ergonomikus kontrollerjéért, bőséges és minőségi játékkinálatáért, de kritizálták a kinézetéért és tényleges újítások hiányáért. A GameCube forgalmazását a Nintendo 2007-ben hagyta abba. Világszerte 21,74 millió darabot adtak el a konzolból. A GameCube-on indultak el olyan videójáték-franchise-ok, mint a Pikmin vagy az Animal Crossing sorozatok, illetve segített megújítani olyan sorozatokat, mint a Metroid a Metroid Prime játékkal és a Luigi sorozatot a Luigi's Mansion játékkal. A konzolra megjelent játékok visszamenőlegesen kompatibilisek a Wii-vel a GameCube kontrollerével és memóriakártyájával együtt. A Nintendo 2007-ben abbahagyta a GameCube gyártását. Az utódja, a Wii 2006. november 19-én jelent meg, ami GameCube lemezeket is tud olvasni és GameCube kontroller hozzácsatlakoztatásával lehet velük játszani is.

### Fejlesztés

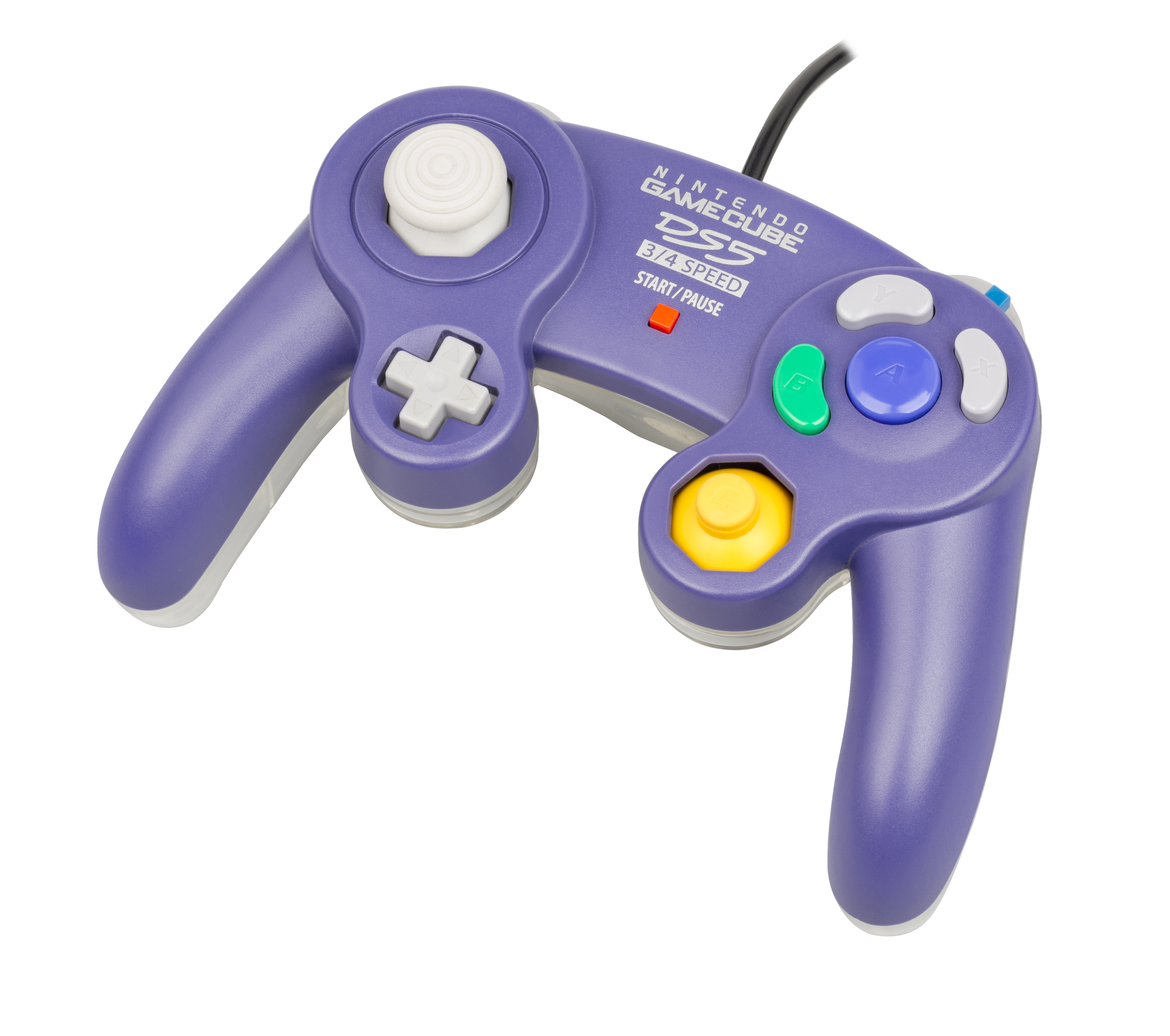
A GameCube kontrollerének egy prototípusa

## Története

### Megjelenés
| Japán (NTSC-J régió): - Luigi's Mansion - Wave Race: Blue Storm - Super Monkey Ball | Egyesült Államok (NTSC régió): - All-Star Baseball 2002 - Batman Vengeance - Crazy Taxi - Dave Mirra Freestyle BMX 2 - Disney's Tarzan Untamed - Luigi's Mansion - Madden NFL 2002 - NHL Hitz 20-02 - Star Wars Rogue Squadron II: Rogue Leader - Super Monkey Ball - Tony Hawk's Pro Skater 3 - Wave Race: Blue Storm | Európa (PAL régió): - 2002 FIFA World Cup - Batman Vengeance - Bloody Roar: Primal Fury - Burnout - Cel Damage - Crazy Taxi - Dave Mirra Freestyle BMX 2 - Disney's Tarzan Freeride - Donald Duck: Quack Attack - Driven - ESPN International Winter Sports - International Superstar Soccer 2 - Luigi's Mansion - Sonic Adventure 2: Battle - Star Wars: Rogue Squadron II: Rogue Leader - Super Monkey Ball - Tony Hawk's Pro Skater 3 - Universal Studios Theme Park Adventure - Wave Race: Blue Storm - XG3: Extreme G Racing |

### Marketing

GameCube logója

A Nintendo több módon is reklámozta a GameCube-ot. A kiadás idejében a GameCube szlogenje a „Born to Play” (Játékra született) volt. A korai reklámokban egy forgó kocka volt látható ami átalakult a GameCube logójává. Ez a játékok trailerjei után is látható.
Később a Nintendo a „Who Are You?” (Ki vagy?) szlogennel reklámozta a konzolját. A legtöbb „Who Are You?” reklám a Nintendo saját játékait mutatta be, a külsős fejlesztőknek fizetniük kellett a Nintendónak, hogy reklámozzák a játékaikat.
A GameCube észak-amerikai és európai megjelenését megelőzően a Nintendo elindított egy rendezvénysorozatot, a Cube Clubot, a rendezvények különféle európai és amerikai nagyvárosokban kerültek megrendezésre, ahol a hivatalos megjelenés előtt játszhattak a videójátékokkal a sajtó képviselői és az érdeklődők. A Cube Clubokra számos hírességet is meghívtak, hogy promotálja a konzolt. Később is folytatták ezeket a rendezvényeket az eladások növelése érdekében.
A GameCube 2002-es európai megjelenésével egyidőben indult el a Nintendo hűségprogramja, a Nintendo VIP 24:7, amit később Club Nintendóra neveztek át. A játékok vásárlásával pontokat szerzett a vásárló, amit a program keretében beválthatott játékokra és egyéb Nintendo-termékekre a Club Nintendo weboldalán.

### Fogadtatás
2009 szeptemberében az IGN szerint a GameCube a tizenhatodik legjobb videójáték-konzol lett.

### Eladások, piaci részesedés
A GameCube eladásai alapján bukás volt a Nintendo számára, ami 2005-ig 50 millió konzolt akart értékesíteni, de csak kevesebb mint 22 millió darab kelt el, ezzel a hatodik konzolgeneráció harmadik legtöbbet eladott konzolja lett, kissé lemaradva az Xbox 24 milliós eladásaival és közel 140 millióval alulmaradva a PlayStation 2-vel szemben.

### Öröksége

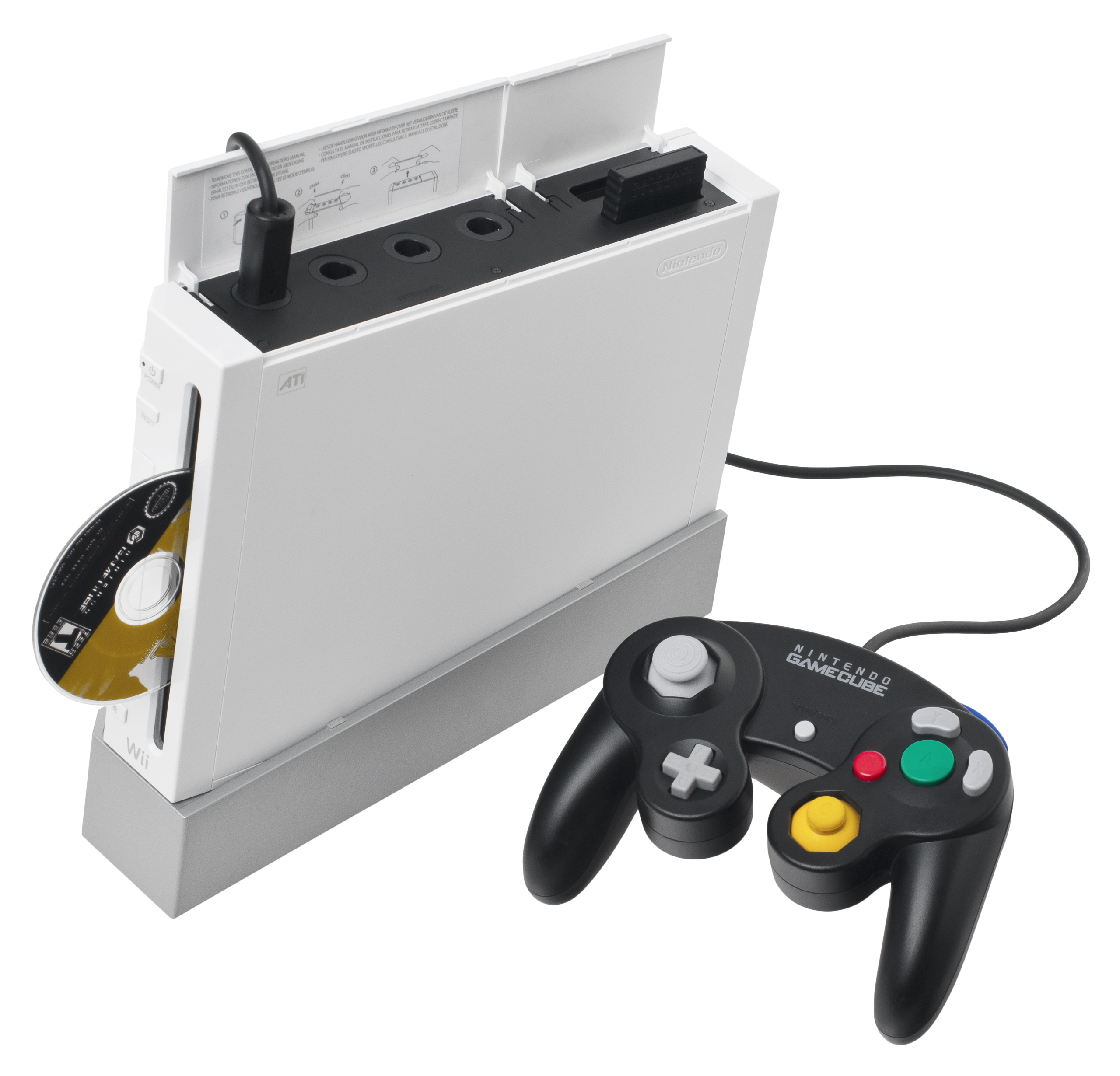
Csak a Wii első modellje visszafelé kompatibilis a GameCube-bal

A Wii funkciói közé tartozik a visszamenőleges kompatibilitás a GameCube-bal. A Wii támogatja az összes GameCube-játékot, kontrollert és memóriakártyát. A játékok irányításához egy GameCube-kontroller szükséges, a mentéshez pedig egy memóriakártya. Ez a funkció csak az első kiadású Wii modelleknél (RVL-001) érhető el, a későbbi megjelenésű RVL-001 modellnél és a Wii Mininél nem.
A Super Smash Bros. Melee a GameCube élettartamának lejárta után is sokkal az egyik legnépszerűbb verekedős játék a videójáték-bajnokságokon. A legnagyobb verekedős videójáték-bajnokság, az Evolution Championship Series (EVO) 2019-ben lecserélte az akkor már 18 éves játékot az újabb kiadású Super Smash Bros. Ultimate-re. A konzol kontrollerét ergonomikus kialakítása miatt nem csak a Wii támogatja, hanem a Nintendo kiadott átalakító adaptert a Wii U-hoz és Switch-hez, és megjelentette a GameCube-kontroller vezetékes és vezeték nélküli kiadását.
A Nintendónak nem sikerült a Nintendo 64 miatt elveszített játékosokat visszacsábítani. Riválisaival szemben alulmaradt, a Sony PlayStation 2-ből és a Microsoft Xbox-ból is több fogyott mint a GameCubeból. A Nintendo „családbarát” üzletpolitikája és a külsős fejlesztők hiánya miatt maradt alul a riválisaival szemben.
A GameCube az internetes játékok terén is rosszabbul teljesített mint riválisai. Gyakran az internetet is támogató multi-platform játékokat GameCubera internetes játékmód nélkül adták ki.
A GameCube legtöbb játéka a Nintendo saját fejlesztése. Az Electronic Arts sportjátékaiból jóval kevesebb fogyott Gamecubeon mint PlayStation 2-n vagy Xbox-on. Az Eidos Interactive 2003 szeptemberében bejelentette, hogy nem fejleszt több játékot GameCube-ra, a nagy veszteségek miatt. A 2003. október 23-ai árcsökkenésnek és a The Legend of Zelda: Collector's Edition-nek köszönhetően az eladások valamivel megnőttek.
A Ubisoft, a THQ, a Disney Interactive Studios, a Humongous Entertainment és az EA Sports még 2007-ben is adott ki GameCubera játékokat.

## Technikai részletek
A Nintendo 64-hez hasonlóan a GameCube-ot is több színben adták ki. A konzol két színben, az „Indigo”-ban és a „Jet Black”-ben volt elérhető. Később limitált példányszámban kiadták a „Platinum” színű konzolokat. Az „Orange Spice” színű GameCube-ot csak Japánban adták ki.
A GameCube modellszáma, a DOL-001 és a DOL-101 a Dolphin kódnévre való utalás. Utóbbi nem rendelkezik digitális videó kimenettel. A hivatalos kiegészítők is sorozatszáma is a DOL betűkkel kezdődik. Egy másik Dolphin-ra való utalás a Flipper nevű processzor. A Panasonic is adott ki hivatalosan licencelt GameCube-ot ami képes volt lejátszani a DVD-t. Ezt Panasonic Q-nak hívják.
A Nintendo egyik legfőbb célja az volt, hogy a GameCube-ra ellentétben elődjével a Nintendo 64-el könnyen lehessen rá játékokat fejleszteni, de a riválisokkal szemben se maradjon alul. A fejlesztői konzolok neve: GameCube NR Reader. Ezeknek a verzióknak a modellszámai a DOT betűkkel kezdődtek. Ezeket a konzolokat a Nintendo árulta a fejlesztőknek. Az NR Readerek nem játsszák le a GameCube játékokat csak ha a Nintendo NR íróval lettek kiírva.

### Hardver
A Nintendo GameCube Game Disc-et a Matsushita készítette a Nintendo számára. A Nintendo azért választotta ezt a lemezt, hogy megakadályozza a kalózkodást és így a DVD gyártóknak sem kellett fizetniük. A Nintendo első olyan konzolja Japánon kívül ami nem cartridge-okat használ (a Famicom Disk System-et és a Nintendo 64DD-t csak Japánban adták ki). Vannak olyan játékok amik a hangok és mozik nagy mennyisége miatt nem fértek rá egy lemezre (például a Tales of Symphonia). Huszonöt ilyen játékot adtak ki.

| Mikroprocesszor                                                             | Mikroprocesszor                       | Mikroprocesszor                       | Grafikai processzor                                                                                             | Grafikai processzor                                                                                             | Grafikai processzor                                                                                             |
| --------------------------------------------------------------------------- | ------------------------------------- | ------------------------------------- | --- | --- | --- |
|                                                                             | IBM                                   | Gekko                                 | | ATI (az ArtX tervezte)                                                                                          | Flipper |
| 485 MHz órajel                                                              | 32 bites busz                         | 162 MHz órajel                        | | | |
| 0,18 μm-es technológia                                                      |                                       | 0,18 μm-es technológia                | | | |
|                                                                             |                                       |                                       | | | |
|                                                                             |                                       |                                       | | | |
| Memória                                                                     | Memória                               | Memória                               | Tárhely | Tárhely | Tárhely |
|                                                                             | 43 MB RAM                             |                                       | | 8 cm-es miniDVD optikai lemez 1,5 GB-os kapacitás 128 ms átlagos hozzáférési idő                                | 8 cm-es miniDVD optikai lemez 1,5 GB-os kapacitás 128 ms átlagos hozzáférési idő                                |
|                                                                             |                                       |                                       | | 8 cm-es miniDVD optikai lemez 1,5 GB-os kapacitás 128 ms átlagos hozzáférési idő                                | 8 cm-es miniDVD optikai lemez 1,5 GB-os kapacitás 128 ms átlagos hozzáférési idő                                |
|                                                                             |                                       |                                       | | 8 cm-es miniDVD optikai lemez 1,5 GB-os kapacitás 128 ms átlagos hozzáférési idő                                | 8 cm-es miniDVD optikai lemez 1,5 GB-os kapacitás 128 ms átlagos hozzáférési idő                                |
|                                                                             |                                       |                                       | | 8 cm-es miniDVD optikai lemez 1,5 GB-os kapacitás 128 ms átlagos hozzáférési idő                                | 8 cm-es miniDVD optikai lemez 1,5 GB-os kapacitás 128 ms átlagos hozzáférési idő                                |
|                                                                             |                                       |                                       | | | |
| Audió                                                                       | Audió                                 | Audió                                 | Videó | Videó | Videó |
| módosított 81 MHz Macronix 16-bit DSP                                       | módosított 81 MHz Macronix 16-bit DSP | módosított 81 MHz Macronix 16-bit DSP | Analóg AV kimenet: NTSC régiók: kompozit videó, S-Video PAL régiók: kompozit videó, SCART Digitális AV kimenet: | Analóg AV kimenet: NTSC régiók: kompozit videó, S-Video PAL régiók: kompozit videó, SCART Digitális AV kimenet: | Analóg AV kimenet: NTSC régiók: kompozit videó, S-Video PAL régiók: kompozit videó, SCART Digitális AV kimenet: |
| Egyéb                                                                       | Egyéb                                 | Egyéb                                 | Csatlakozás | Csatlakozás | Csatlakozás |
| Méret: 150 mm (Sz) 110 mm (M) × × 160 mm (H) Tápellátás: DC 12 volt, 3,25 A |                                       |                                       | | | |

| Mikroprocesszor: - Módosított IBM PowerPC (Gekko) 485 MHz - 0,18 mikronos IBM copper Wire technológia - CPU-kapacitás és IDP: 1125 Dmips (Dhrystone 2.1), 32 bit integer és 64 bit lebegőpont - Külső busz sávszélessége: 1,3 GB/s (csúcs), 32 bit címhely, 64 bit adatbusz 162 MHz - Belső cache: L1 - utasítás 32 Kb, adat 32 Kb (nyolcutas); L2 - 256 Kb (kétutas) Memória: - Teljes rendszermemória: 43 MB - Központi memória: 24 MB MoSys 1T-SRAM (Splash), megközelítőleg 10ns fenntartható látencia - Audio memória (A-memória): 16 Mb (81 MHz DRAM) Kimenetek és bemenetek: - Kontroller csatlakozók: 4 - Memóriakártya csatlakozók: 2 - Analóg AV kimenet: 1 - Digitális AV kimenet: 1 - Nagysebességű soros port: 2 - Nagysebességű párhuzamos port: 1 Hang: - Hang processzor: módosított Macronix 16 bit DSP 81 MHz - Utasítás memória: 8 Kb RAM + 8 Kb ROM - Adatmemória: 8 Kb RAM + 4 Kb ROM - Teljesítmény 64 szimultán csatorna, ADPCM | Grafikus vezérlő: - Módosított ATI / Nintendo (Flipper) 162 MHz - Gyártási eljárás: 0,18 mikronos NEC Embedded DRAM - Embedded frame buffer: megközelítőleg 2 MB - Fenntartható látencia: 6,2 ns (1T-SRAM) - Embedded textúra cache: megközelítőleg 1 MB - Textúra olvasási sávszélesség: 10,4 GB/s (csúcs) - Központi memória sávszélessége: 2,6 GB/s (csúcs) - Z Buffer illetve színmélység: 24 bit - Lebegőpontos aritmetikai képesség: 10,5 GFLOPS (csúcs) (MPU + Geometriai motor + teljes HW megvilágítás) - Valódi teljesítmény: 6 ~ 12 millió poligon másodpercenként (csúcs) - Képfeldolgozó funkciók: Köd, szubpixel-élsimítás, 8 hardver fényforrás, alpha blending, Virtual Texture Design, multi-textúrázás, bump-mapping, environment mapping, bilineáris/trilineáris/anizotrópikus filterezés, valós idejű textúra-tömörítés (S3TC), valós idejű Display List dekompresszió, HW 3-line deflickering (remegéselvonó) filter Meghajtó: - CAV (Constant Angular Velocity) - Átlagos elérési idő: 128 ms - Adatátviteli sebesség: 16 Mbps ~ 25 Mbps - Adathordozó: Matushita (Panasonic) technológiáján alapuló 8 cm-es, 1,5 GB Nintendo GameCube lemez |

#### Kontroller

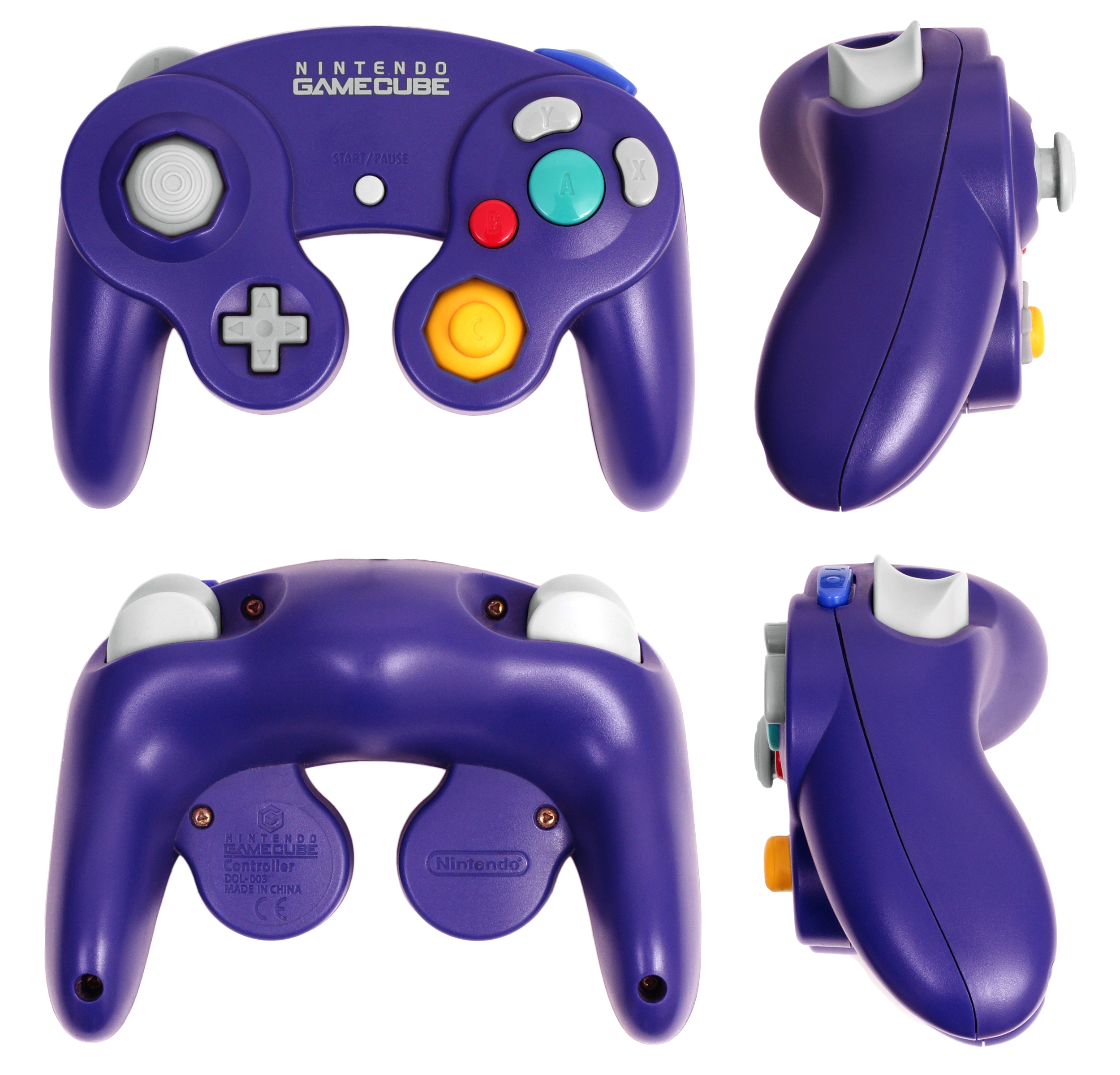
Indigókék GameCube kontroller

A sima GameCube kontroller úgy lett tervezve, hogy kényelmesen elférjen a játékos kezében. Összesen nyolc gomb, két analóg kar és egy D-pad található rajta. Bal oldalon az egyik analóg kar és alatta a D-pad található, jobb oldalon pedig az A, B, X és Y gombok és ezek alatt a C kar található. A Start/Pause gomb a kontroller közepén található.
A kontroller tetején az analóg L és R és a digitális Z gomb található. Az L és R gombok képesek analóg és digitális üzemmódban is működni.

#### Memória és háttértár
Hasonlóan a PlayStation 2-höz a GameCube is memóriakártyákat használ a játékok mentéseinek tárolásához. A GameCube memóriakártyák több különböző méretben kaphatóak. Hivatalosan hármat adtak ki: 59 blokkosat (4 Mbit/512 KB, szürke), 251 blokkosat (16 Mbit/2 MB, fekete) és 1019 blokkosat (64 Mbit/8 MB, fehér). A PS2-höz hasonlóan két memóriakártya bemenet van a konzolon.
A Nintendo a 2004 május után gyártott GameCube-okba nem szerelt digitális AV-csatlakozót, mert a konzol tulajdonosainak csak 1 százaléka használta ezt a funkciót.

### Kiegészítők

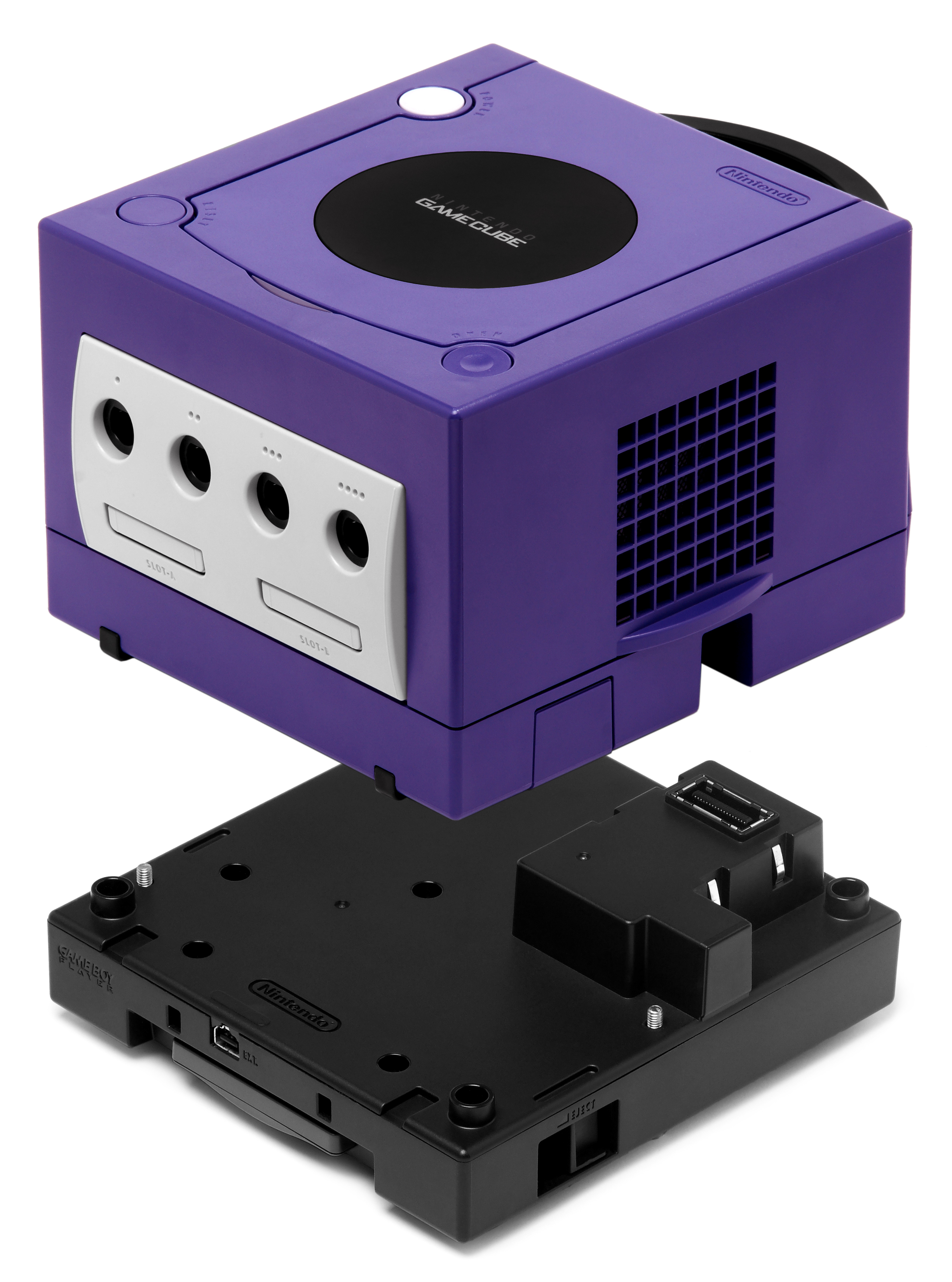
Game Boy Player

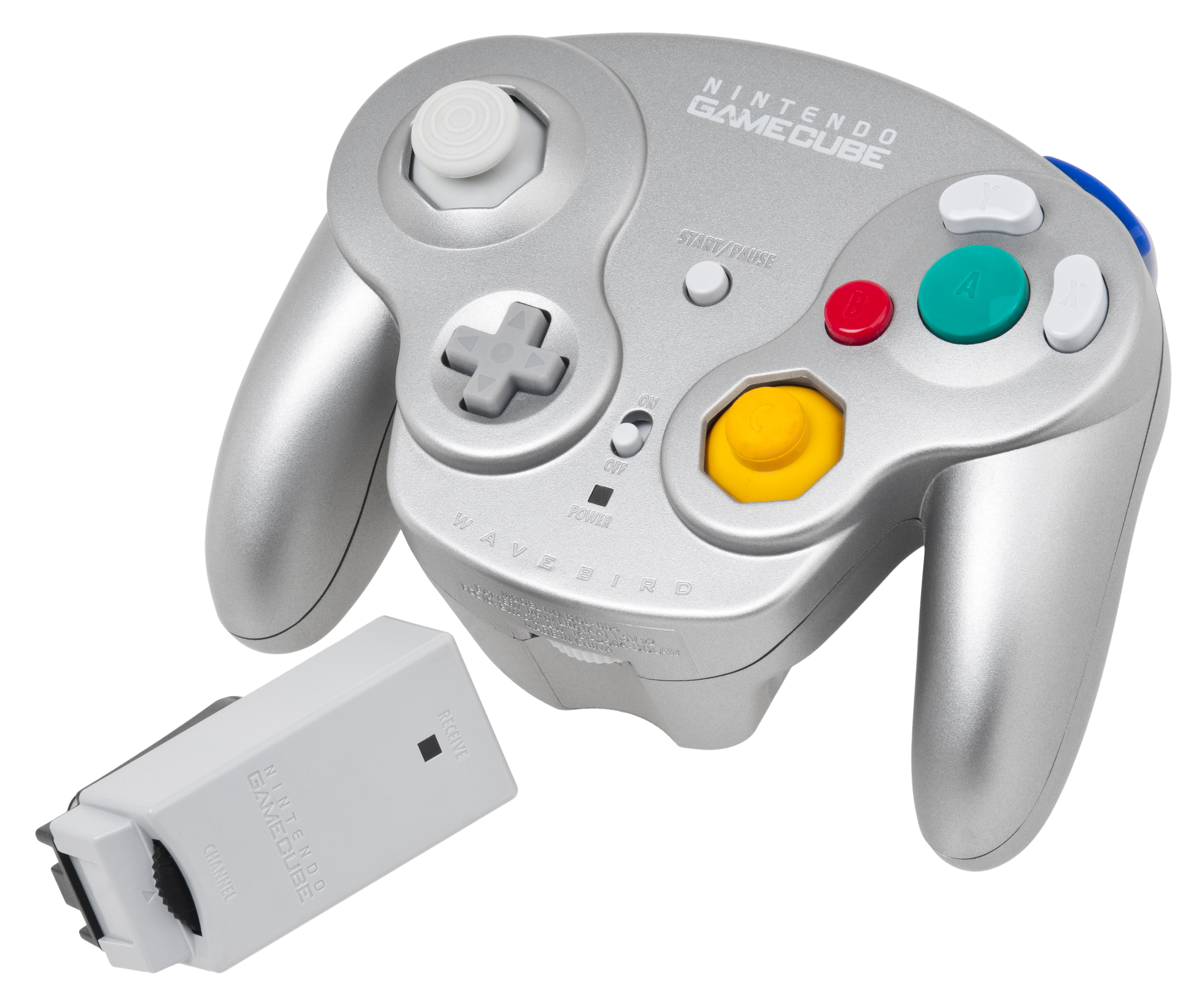
WaveBird kontroller

### Színváltozatok

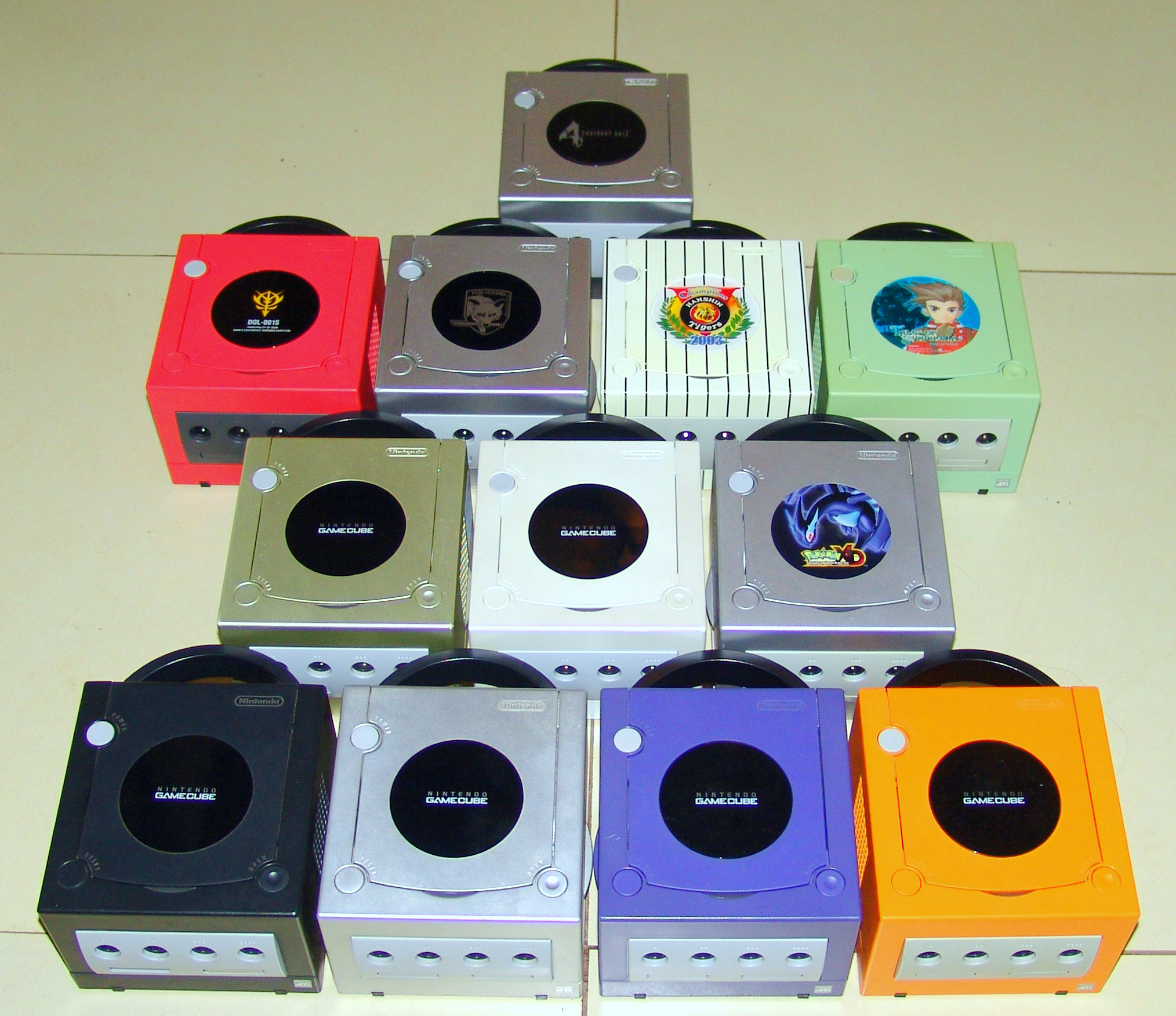
A GameCube különböző kiadásai

A Nintendo 64-hez hasonlóan a GameCube-ot is több színben adták ki. A konzol premierjén két színváltozatban volt elérhető, az egyik Indigo nevű indigókék és a Jet Black fekete konzol. Később limitált példányszámban kiadták a Platinum nevű ezüst színű konzolokat. Az Orange Spice nevű narancssárga színű GameCube-ot csak Japánban adták ki. Jelentek meg különböző szettekben konzolok, amelyekhez egy játékot, Game Boy Playert vagy egy különleges kiegészítőt, mint a Donkey Konga kiadásban lévő DK Bongos kontroller.

### Panasonic Q

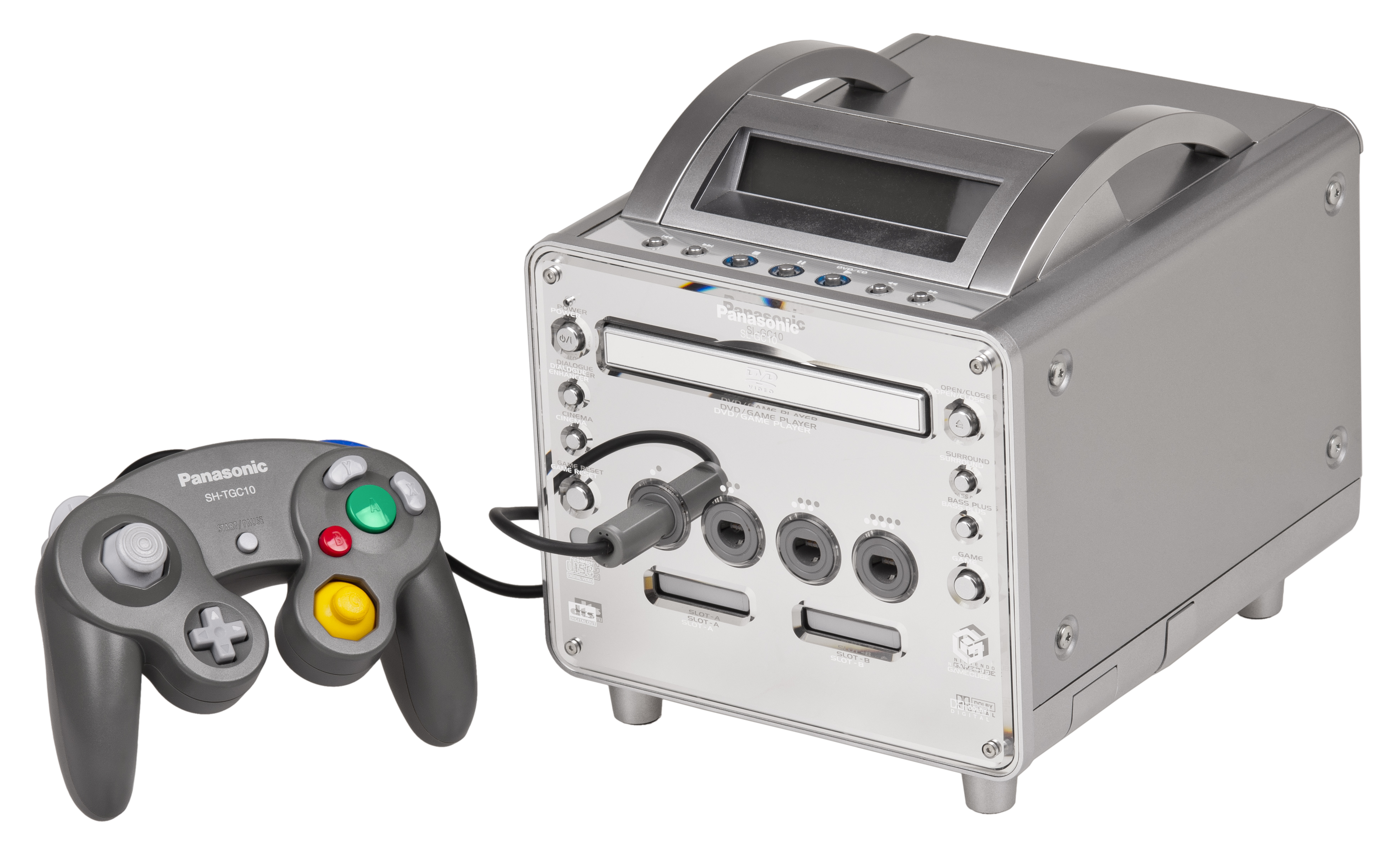
Panasonic Q

A Panasonic a Nintendóval együttműködve létrehozta a Panasonic Q-t, ami a GameCube-ot ötvözi egy DVD-lejátszóval. A GameCube hiányosságát hivatott pótolni, hogy a konkurenciája, az Xbox és a PlayStation 2 képesek a DVD-lejátszásra. A konzol 2001. december 13-án jelent meg csak Japánban. Egy háttérvilágítású LCD panellel rendelkezik és optikai hangkimenettel, ami támogatja a Dolby Digital 5.1-et és a DTS-t. 2003 decemberében hagyták abba a gyártását.

## Játékok

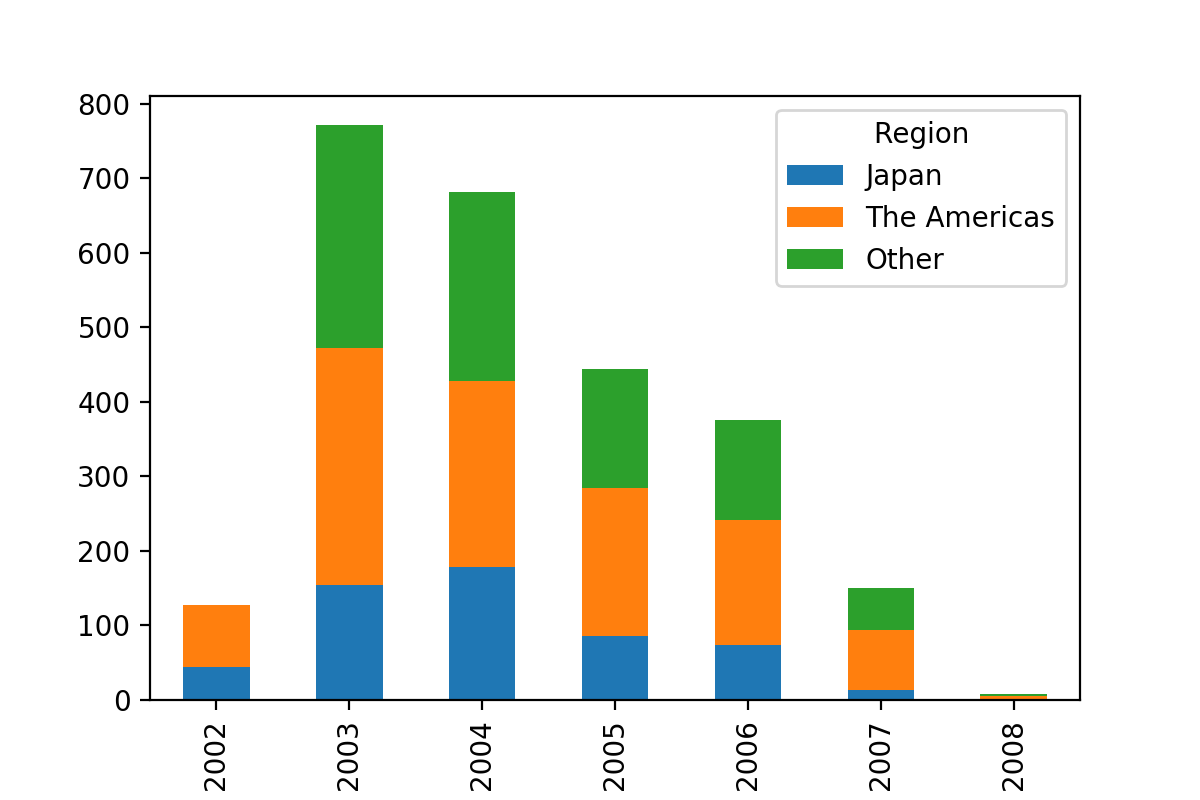
Évi játékmegjelenések régiónként

Az konzolra élettartama során több mint 600 játék jelent meg. Több mint 208,56 millió GameCube játék fogyott el 2008. június 30-áig. Olyan külső fejlesztők, mint a Ubisoft, a THQ, a Disney Interactive Studios, a Humongous Entertainment és az EA Sports még 2007-ben is jelentetett meg játékokat a konzolra. Az utolsó hivatalosan megjelent játék Japánban a 2006. december 2-án megjelent The Legend of Zelda: Twilight Princess, Európában a 2007. augusztus 3-án megjelent Ratatouille, Észak-Amerikában a 2007 augusztus 14-én megjelent Madden NFL 08 volt.
| Név                                 | Fejlesztő           | Megjelenési dátum  | Eladott darab |
| ----------------------------------- | ------------------- | ------------------ | ------------- |
| Super Smash Bros. Melee             | HAL Laboratory      | 2001. november 21. | 7,09 millió   |
| Mario Kart: Double Dash             | Nintendo EAD        | 2003. november 7.  | 7 millió      |
| Super Mario Sunshine                | Nintendo EAD        | 2002. július 19.   | 6,31 millió   |
| Luigi’s Mansion                     | Nintendo EAD        | 2001. november 14. | 3,6 millió    |
| Animal Crossing                     | Nintendo EAD        | 2001. december 14. | 3,15 millió   |
| The Legend of Zelda: The Wind Waker | Nintendo EAD        | 2002. december 13. | 3,07 millió   |
| Metroid Prime                       | Retro Studios       | 2002. november 17. | 2,82 millió   |
| Sonic Adventure 2                   | Sonic Team USA      | 2001. december 20. | 2,56 millió   |
| Paper Mario: The Thousand-Year Door | Intelligent Systems | 2004. július 22.   | 2,25 millió   |
| Mario Party 4                       | Hudson Soft         | 2002. október 21.  | 2,21 millió   |

### Online játékok

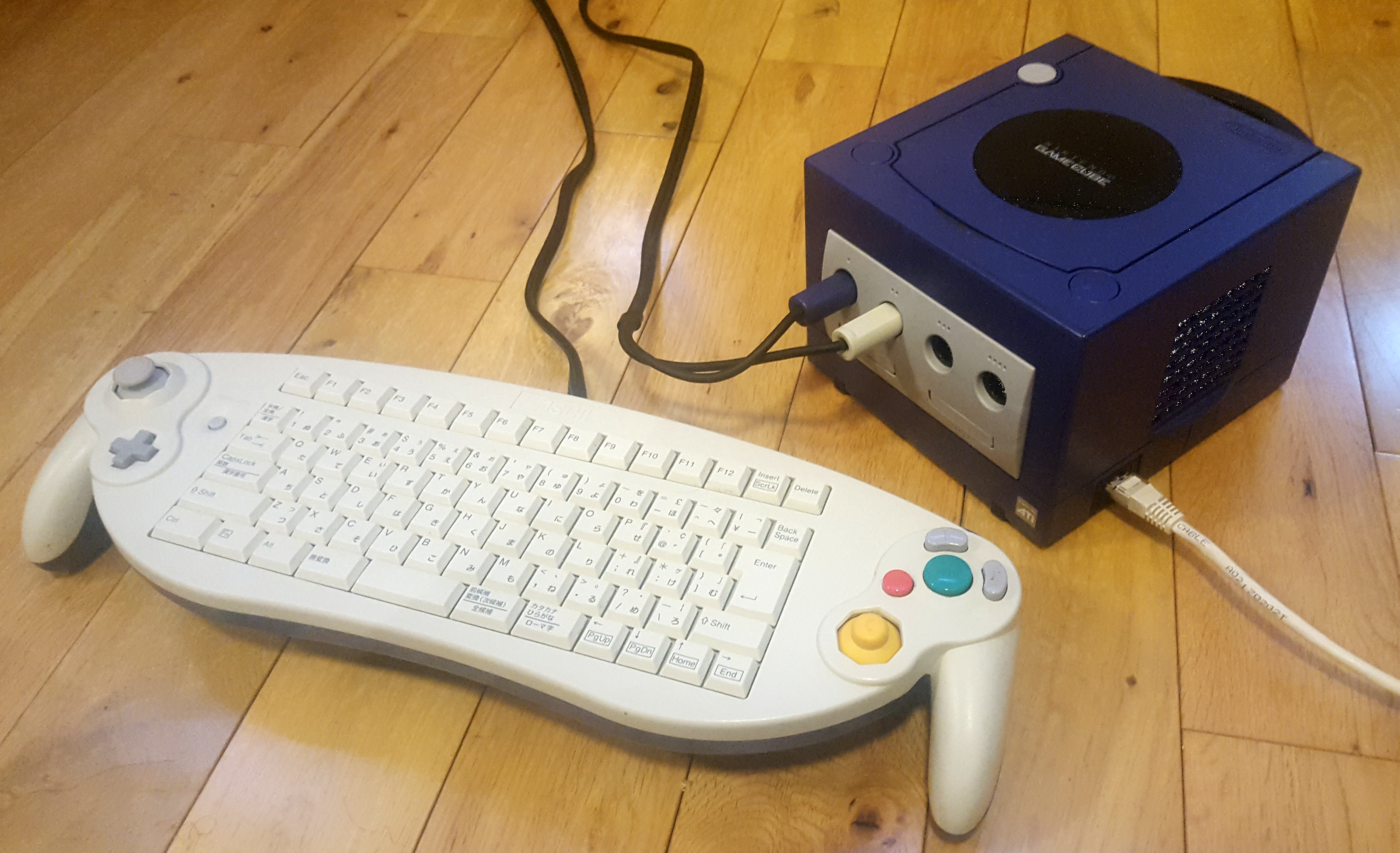
GameCube az internetre csatlakoztatva egy ASCII billentyűzetes kontrollerrel

A GameCube alapgép még nem rendelkezik hálózati támogatással, ehhez egy GameCube Modem Adapter vagy Broadband Adapter csatlakoztatása szükséges. A Nintendo nem üzemeltetett semmilyen játékszervert vagy online szolgáltatást a konzolhoz, de elérhetővé tette a külső fejlesztőknek, hogy indítsanak. Összesen nyolc játéknak van hálózati funkciója, ebből ötnek van internetes, négynek pedig helyi hálózatos támogatása. Az észak-amerikai és európai régióban csak három játék jelent meg internetes támogatással, ezek a Phantasy Star szerepjáték-sorozatba tartozó Phantasy Star Online Episode I & II, Phantasy Star Online Episode I & II Plus és Phantasy Star Online Episode III: C.A.R.D. Revolution játékok. A hivatalos szervereket 2007-ben leállították, de továbbra is elérhetők rajongók által fenntartott szerverek. A kizárólag Japánban megjelent Homeland játék internetes és helyi hálózati játékot is támogatja, a Dzsikkjó Powerful Pro Jakjú 10 játéban pedig interneten letölthető tartalom érhető el. A helyi hálózati játékot három játék, a Mario Kart: Double Dash!!, a Kirby's Air Ride és a 1080: Avalanche támogatja, ezeket a játékokat két összekötő LAN-kábellel csatlakoztatott konzollal lehet játszani, egy gépen két játékos játszhat, de több konzolt összekötve akár 16 fő is játszhat a Mario Kart: Double Dash!!-sel. A helyi hálózatot támogató három játéknál elérhető az internetes játék is egy külső számítógépes szoftverrel, ami a GameCube hálózati forgalmát átirányítja át.

### Emuláció
A legnépszerűbb emulátor a konzolra a Dolphin, amely legelsőként jelent meg 2003-ban. Az emulátor támogatja a GameCube-kontrollereket, memóriakártyákat és a Game Boy Advance összekötőkábelt is. Amiért a Virtual Console szolgáltatás nem rendelkezik GameCube-játékokkal, rajongók elérték, hogy külső szoftver segítségével futtatható legyen egy GameCube-emulátor a Nintendo Switch-en.